# Romaszki (obwód brzeski)
Romaszki (biał. Рамашкі, Ramaszki; ros. Ромашки, Romaszki) – wieś na Białorusi, w obwodzie brzeskim, w rejonie lachowickim, w sielsowiecie Żerebkowicze.

## Historia
W XIX i w początkach XX w. położone były w Rosji, w guberni mińskiej, w powiecie nowogródzkim, w gminie Darewo.
W dwudziestoleciu międzywojennym wieś i dwa folwarki leżące w Polsce, w województwie nowogródzkim, w powiecie baranowickim, w gminie Darewo. Demografia w 1921 przedstawiała się następująco:
|                     | Liczba mieszkańców | Budynki | Narodowość  | Narodowość | Narodowość | Narodowość        | Wyznanie    | Wyznanie   | Wyznanie |
| Polacy              | Liczba mieszkańców | Budynki | Białorusini | Żydzi      | inna       | rzymskokatolickie | prawosławne | mojżeszowe |          |
| ------------------- | ------------------ | ------- | ----------- | ---------- | ---------- | ----------------- | ----------- | ---------- | -------- |
| wieś Romaszki       | 93                 | 17      | –           | 92         | –          | 1                 | –           | 93         | –        |
| folwark Romaszki I  | 12                 | 2       | 5           | 2          | 5          | –                 | 5           | 2          | 5        |
| folwark Romaszki II | 4                  | 1       | 4           | –          | –          | –                 | 4           | –          | –        |

Po II wojnie światowej w granicach Związku Sowieckiego. Od 1991 w niepodległej Białorusi.